# Liste der Einträge im National Register of Historic Places im Warren County (Tennessee)
Diese Liste der Einträge im National Register of Historic Places im Warren County (Tennessee) enthält alle im Warren County, Tennessee in das National Register of Historic Places eingetragenen Gebäude, Bauwerke, Objekte, Stätten oder historischen Distrikte.
Diese Liste entspricht dem Bearbeitungsstand des National Park Service/National Register of Historic Places vom 4. Oktober 2024.

## Legende
| NRHP | Historic Place             |
| HD   | National Historic District |

## Aktuelle Einträge
| [ 2 ] | Name                                                     | Bild                                                     | Eintragsdatum                  | Lage | Ort             | Beschreibung |
| ----- | -------------------------------------------------------- | -------------------------------------------------------- | ------------------------------ | --- | --------------- | ------------ |
| 1     | Black House                                              | Black House                                              | 17. Nov. 1983 ID-Nr. 83004310  | 301 W. Main St. 35° 40′ 51,9″ N, 85° 46′ 34″ W                                                                            | McMinnville     |              |
| 2     | Cardwell Mountain                                        | Cardwell Mountain                                        | 14. Dez. 1978 ID-Nr. 78002646  | südöstlich von Union 35° 40′ 55,9″ N, 85° 40′ 49,1″ W                                                                     | Union           |              |
| 3     | City Cemetery                                            | City Cemetery                                            | 21. Nov. 2002 ID-Nr. 02001377  | S. High St. 35° 40′ 41″ N, 85° 46′ 36″ W                                                                                  | McMinnville     |              |
| 4     | Falconhurst                                              | Falconhurst                                              | 26. Aug. 1982 ID-Nr. 82004062  | nördlich von McMinnville an der Faulkner Springs Rd. 35° 42′ 57″ N, 85° 46′ 3″ W                                          | McMinnville     |              |
| 5     | Clay Faulkner House                                      | Clay Faulkner House                                      | 5. März 1992 ID-Nr. 92000137   | an der Straßenkreuzung der Faulkner Springs und Bluff Springs Rds. 35° 43′ 1″ N, 85° 45′ 42″ W                            | McMinnville     |              |
| 6     | First Methodist Church                                   | First Methodist Church                                   | 15. Nov. 2002 ID-Nr. 02001341  | 200 W. Main St. 35° 40′ 54″ N, 85° 46′ 29″ W                                                                              | McMinnville     |              |
| 7     | First Presbyterian Church                                | First Presbyterian Church                                | 13. Sep. 1995 ID-Nr. 95001061  | 205 W. Main St. 35° 40′ 52″ N, 85° 46′ 31″ W                                                                              | McMinnville     |              |
| 8     | Great Falls Cotton Mill                                  | Great Falls Cotton Mill                                  | 26. Aug. 1982 ID-Nr. 82004063  | westlich von Rock Island, in der Nähe der U.S. Route 70S 35° 48′ 9″ N, 85° 37′ 31″ W                                      | Rock Island     |              |
| 9     | Great Falls Hydroelectric Station                        | weitere Bilder                                           | 5. Juli 1990 ID-Nr. 90001004   | in der Nähe der U.S. Route 70 an der Caney Fork 35° 48′ 7″ N, 85° 37′ 19″ W                                               | Rock Island     |              |
| 10    | William H. and Edgar Magness Community House and Library | William H. and Edgar Magness Community House and Library | 4. Nov. 1993 ID-Nr. 93001177   | 118 W. Main St. 35° 40′ 53″ N, 85° 46′ 27″ W                                                                              | McMinnville     |              |
| 11    | Martin-Miller Farm                                       | Martin-Miller Farm                                       | 22. Juli 2005 ID-Nr. 05000727  | 1597 Old Rock Island Rd. 35° 44′ 26″ N, 85° 40′ 19″ W                                                                     | Rowland Station |              |
| 12    | McMinnville Hydroelectric Station                        | McMinnville Hydroelectric Station                        | 26. Feb. 1990 ID-Nr. 90000307  | entlang der Tennessee State Route 55 35° 40′ 29″ N, 85° 46′ 36″ W                                                         | McMinnville     |              |
| 13    | My Grandfather’s House                                   | My Grandfather’s House                                   | 4. Apr. 1985 ID-Nr. 85000702   | U.S. Route 70S 35° 41′ 35″ N, 85° 48′ 14″ W                                                                               | McMinnville     |              |
| 14    | Myers Mound                                              |                                                          | 14. Dez. 1978 ID-Nr. 78002645  | Adresse nicht veröffentlicht                                                                                              | McMinnville     |              |
| 15    | Northcutt Plantation                                     | Northcutt Plantation                                     | 12. Mai 1975 ID-Nr. 75001795   | südwestlich von McMinnville, in der Nähe der Tennessee State Route 108 und der Wheeler Lane 35° 36′ 19″ N, 85° 51′ 3,6″ W | McMinnville     |              |
| 16    | Oakham                                                   | Oakham                                                   | 11. Aug. 1983 ID-Nr. 83003072  | U.S. Route 70S 35° 41′ 54″ N, 85° 44′ 38″ W                                                                               | McMinnville     |              |
| 17    | Philadelphia Church of Christ                            | Philadelphia Church of Christ                            | 17. Nov. 1988 ID-Nr. 88002537  | Vervilla Rd. 35° 35′ 33″ N, 85° 52′ 19″ W                                                                                 | Vervilla        |              |
| 18    | Spring Street Service Station                            | weitere Bilder                                           | 21. Nov. 2001 ID-Nr. 01001263  | 200 N. Spring St. 35° 40′ 55″ N, 85° 46′ 17″ W                                                                            | McMinnville     |              |
| 19    | Stone-Pennebaker House                                   | Stone-Pennebaker House                                   | 17. Nov. 1988 ID-Nr. 88002648  | 116 Towles Ave 35° 41′ 34″ N, 85° 46′ 15,9″ W                                                                             | McMinnville     |              |
| 20    | US Post Office-Main                                      | US Post Office-Main                                      | 3. Dez. 1985 ID-Nr. 85003089   | 102 E. Court Sq. 35° 40′ 54,5″ N, 85° 46′ 20,3″ W                                                                         | McMinnville     |              |
| 21    | Edgar Walling House                                      | Edgar Walling House                                      | 5. Juli 1996 ID-Nr. 96000749   | 406 N. Spring St. 35° 41′ 3″ N, 85° 46′ 12″ W                                                                             | McMinnville     |              |
| 22    | Joseph Daniel Walling House                              | Joseph Daniel Walling House                              | 6. Aug. 1980 ID-Nr. 80003877   | 101 Walling Hill Rd 35° 40′ 16″ N, 85° 46′ 37″ W                                                                          | McMinnville     |              |
| 23    | Webb Hotel                                               |                                                          | 27. März 2020 ID-Nr. 100005145 | 281 Great Falls Rd. 35° 47′ 42,7″ N, 85° 36′ 57,2″ W                                                                      | Rock Island     |              |